# Seán Ó Sé
Seán Ó Sé [ʃɑːnˠ oːˈʃeː] (* 1936 in Ballylickey, County Cork) ist ein irischer Sänger.

## Leben
Seán Ó Sé stammt aus einer musikalischen Familie. Er wurde an der Cork School of Music von John T. Horne ausgebildet. 1959 gewann er beim Feis na Mumhan den Wettbewerb im traditionellen Singen. Beim letzten Liveauftritt der Gruppe Ceoltóirí Chualann 1969 in Dublin wurde das Album Ó Riada sa Gaiety aufgenommen, auf dem Ó Sé in mehreren Songs zu hören ist.
Wie die meisten seiner Verwandten arbeitete er zeitweise auch als Lehrer, unter anderem in den 1980er Jahren als Leiter der St Mary’s on the Hill National School in Knocknaheeny, das zu Cork gehört.
Seán Ó Sé arbeitete zeitweise mit dem Komponisten Seán Ó Riada und mit Peadar Ó Riada zusammen. Er nahm 1962 mit Seán Ó Riada An Poc ar Buile auf und trat mit ihm in verschiedenen Radio- und Fernsehsendungen auf. Unter anderem ist er auch in der Filmmusik zu Louis Marcus’ Rhapsody of a River und zu der Dokumentation Kennedy’s Ireland zu hören. Nachdem Ó Riada gestorben war, nahm Ó Sé unter anderem mit Dónal Lunny und Dermot O’Brien auf. Tourneen führten ihn unter anderem nach Moskau und Shanghai. 2015 wurden seine Lebenserinnerungen unter dem Titel An Poc Ar Buile – The Life & Times of Seán Ó Sé veröffentlicht. Co-Autorin war Patricia Ahern. Matthew Allen drehte über den Sänger den Film Seán Ó Sé: A Life in Song and Story.
Im Sommer 2016 hatte Ó Sé unter anderem Auftritte auf dem West Cork Literary Festival, in Skibbereen, in Boston und in Brüssel. 2020 veröffentlichte Brendan Kavanagh ein Video aus der Zeit vor der Corona-Krise, in dem er, in einer der Verkleidungen, die er ab 2017 gerne nutzte, den als „random Irishman“ verkannten Ó Sé an einem der öffentlichen Klaviere in London anspricht. Ó Sé geht darin zunächst achtlos vom Klavier weg, nachdem er den angeblichen Neuling kurz eingewiesen hat, kehrt dann aber zurück, um Kavanaghs Klavierspiel aufzunehmen.